# Нова Папірня
Нова́ Папі́рня — село в Україні, у Добрянській селищній громаді Чернігівського району Чернігівської області. Населення становить 40 осіб. До 2019 орган місцевого самоврядування — Новояриловицька сільська рада.

## Історія
Село засноване у 1749 році. До середини XVIII ст. Нова Папірня входила в склад Роїської сотні, Чернігівського полку Гетьманщини. Селище належало до володіння чернігівського Троїцького монастиря. Нова Папірна, селище-завод з 4 хатами підданих (1766). У 1782 р. територія скасованої сотні увійшла до складу Чернігівського намісництва. З утворенням Чернігівського намісництва поселення сотні розділилися між Чернігівським та Городянським повітами. Тож селище увійшло до складу Городянського повіту. На 1786 рік паперовий завод виробляє простий сірий папір на рік до 300 стопів, який весь у монастирях для типографії та інших господарських справ розходився. До 1917 року носило назву Новобумажний завод.
У селі народився Волохін Микола Віталійович (29.09.1966 — 24.03.1985) — радянський військовик, учасник афганської війни. Посмертно нагороджений орденом Червоної зірки.
12 червня 2020 року, відповідно до розпорядження Кабінету Міністрів України № 730-р «Про визначення адміністративних центрів та затвердження територій територіальних громад Чернігівської області», увійшло до складу Добрянської селищної громади.
19 липня 2020 року, в результаті адміністративно - територіальної реформи та ліквідації Ріпкинського району, село увійшло до складу Чернігівського району Чернігівської області.